# Würzburg-Riese
Würzburg-Riese var en tysk militær radar, udviklet af Telefunken, der blev anvendt under 2. Verdenskrig, også i Danmark. Typen, der er kendetegnet ved en større, drejelig parabolantenne, blev anvendt såvel af Kriegsmarine under betegnelsen FuMG 65, som af Luftwaffe under betegnelsen FuMO 214. Bagved parabolantennen med en diameter på 7,5 meter, der kunne være lavet af aluminium eller jern, var et stålhus, der indeholdt elektronikken og mandskabet. Huset fulgte med antennens rotation. Adgang til huset skete via en drejende jerntrappe. Kriegsmarines apparater blev også benævnt Seeriese.
Apparatet var en større version af FuMG 62 Würzburg, og anvendte samme frekvensområde på 560 MHz (Decimeterbølger). Antennen, huset og elektronikken vejede omkring 11 ton. Nogle apparater blev, med en sammenklappelig parabol, benyttet fra jernbanevogne.
Würzburg-Riese fungerede ved at man rettede antennen direkte mod det valgte mål og fulgte det på katodestrålerørsskoperne inde i stålhuset under og bag antenne. Retningen vandret og lodret mod målet kunne aflæses på simple skalaer. For at kunne følge målet, når det bevægede sig ud fra centerlinjen af antennen, var der monteret en roterende dipolantenne forskudt fra centerlinjen i selve den store parabol. Når man kendte den roterende antennes forskydning fra centrum, var det nemt at aflæse, til hvilken side målet havde flyttet sig. Der var altså ikke tale om, at antennen roterede med en fast omdrejningshastighed, som det er tilfældet med en radar, der skal give et overblik over et område, antennen fulgte målet. Rækkevidden over for luftmål var omkring 250 km, mod sømål omkring 70 km.
Würzburg-Riese blev benyttet til ildledelse for kystartilleriet, hvor den gav ret nøjagtige data for målet, og parvist til at lede natjagere mod målet. Den ene Würzburg i et par fulgte målet, mens den anden fulgte natjageren. På et plotterbord af glas samledes data fra de to radarer, og instruktioner blev sendt over radio til natjageren. Når natjageren kunne se målet på sin radar, f.eks. en Lichtenstein-radar, blev dette meddelt til lederen på jorden med signalet ”Pauke, Pauke, Pauke”, og angrebet blev indledt.
Würzburg-Riese havde en lillesøster, Würzburg Dora (Würzburg D), der benyttede nogenlunde samme elektronik, men med en mindre og dermed mere mobil antenne. Denne type radar blev brugt til styring af luftværnsskyts.

## Civil anvendelse
Efter krigen blev enkelte Würzburg-antenner benyttet til den spirende radioastronomi som radioteleskoper.

## Efterladenskaber
Enkelte apparater findes i nogenlunde intakt form som museale udstillingsgenstande, f.eks. sydvest for Douvres-la-Délivrande i departementet Calvados i Frankrig og syd for Oostende i Belgien, nær ved Atlantvoldmuseet Raversyde. Den sidste er placeret på en jernbanevogn.
I Danmark findes og fandtes der adskillige betonfundamenter for denne radartype. De er karakteristisk ved at være sekskantede pyramidestubbe. De kan evt. være forsynet med en kælder eller et helt tårn under selve den sekskantede betonkonstruktion.

49°03′39″N 11°21′17″Ø / 49.06097°N 11.35469°Ø